# Колос (комп'ютер)

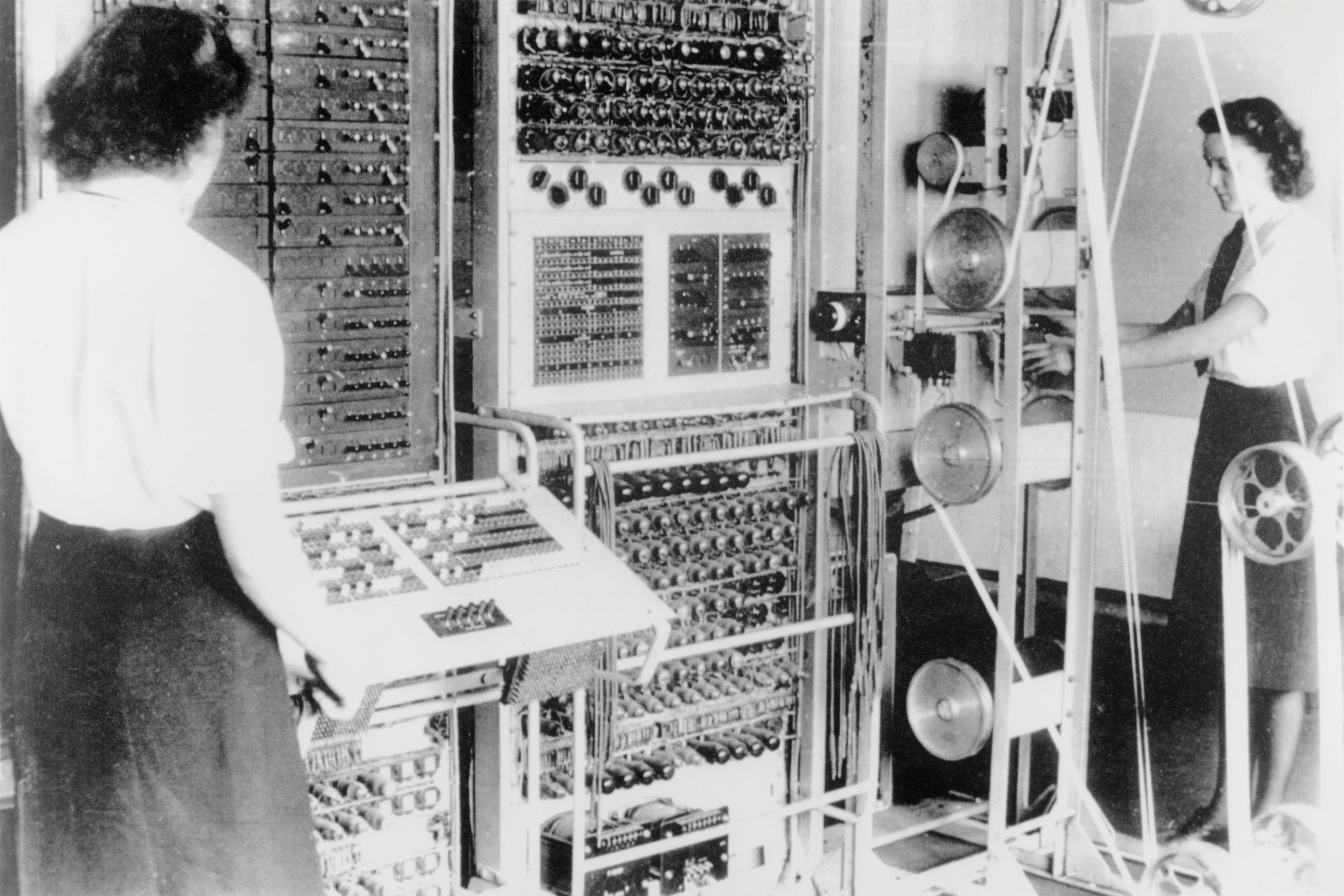
Британський Colossus був використаний для злому німецьких шифрів в ході Другої світової війни

Колос — електронний обчислювальний пристрій, який використовувався військовими Великої Британії для розшифровування німецьких кодів.
Під час Другої світової війни, Велика Британія досягла певних успіхів у зломі зашифрованих німецьких переговорів. Код німецької шифрувальної машини «Енігма» був підданий аналізу з допомогою електромеханічних машин, які носили назву «бомби». Така «бомба», розроблена Аланом Тюрінгом і Гордоном Велшманом (англ. Gordon Welchman), виключала ряд варіантів шляхом логічного висновку, реалізованого електрично. Більшість варіантів приводили до протиріччя, кілька тих, що залишилися вже можна було протестувати вручну.
Німці також розробили серію телеграфних шифрувальних систем, які відрізнялися від «Енігми». Машина Lorenz SZ 40/42 використовувалася для армійського зв'язку високого рівня. Перші перехоплення передач з таких машин були зафіксовані в 1941 році. Для злому коду, в обстановці секретності, була створена машина «Колос» (Colossus). Специфікацію розробили професор Макс Ньюман (Max Newman) і його колеги; монтаж Colossus Mk I виконувався в дослідницькій лабораторії Поштового департаменту Лондона і зайняв 11 місяців, роботу виконали Томас Флауерс та інші.
«Колос» став першим повністю електронним обчислювальним пристроєм. У ньому використовувалася велика кількість електровакуумних ламп, введення інформації виконувався з перфострічки. «Колос» можна було налаштувати на виконання різних операцій булевої логіки, але він не був Тюрінг-повною машиною. Крім Colossus Mk I, було зібрано ще дев'ять моделей Mk II. Інформація про існування цієї машини трималася в секреті до 1970-х рр. Вінстон Черчилль особисто підписав наказ про руйнування машини на частини, що не перевищували розміри людської руки. Через свою секретність, «Колос» не згадано в багатьох працях з історії комп'ютерів.
Сьогодні репліку цього комп'ютера можна побачити в The National Museum of Computing в Блечлі-Парку. 